# Personnages de Fruits Basket
 (juin 2024).
Si vous disposez d'ouvrages ou d'articles de référence ou si vous connaissez des sites web de qualité traitant du thème abordé ici, merci de compléter l'article en donnant les références utiles à sa vérifiabilité et en les liant à la section « Notes et références ».
 (juin 2024).
 (juin 2024).
- Si vous ne connaissez pas le sujet, laissez ce bandeau (vous pouvez alors contacter les auteurs).
- Si vous supprimez le contenu mis en cause (vous pouvez préalablement contacter les auteurs),

argumentez précisément cette suppression dans la page de discussion
(un manque de référence n'est pas un argument ; une recherche réelle de référence doit avoir été effectuée, être formellement documentée).
Cet article présente les personnages de la série Fruits Basket.
Tohru est une étudiante orpheline du secondaire qui, après avoir rencontré Yuki, Kyo et Shiguré Sôma, apprend que treize membres de la famille Sôma sont possédés par les animaux du zodiaque chinois et en deviennent des formes animales si elles sont enveloppées par quiconque du sexe opposé ou lorsque leurs corps subissent un stress important. Tout au long de la série, Tohru rencontre le reste du zodiaque et le chef mystérieux de la famille, Akito Sôma, et décide de rompre la malédiction qui pèse sur eux.

## Famille et proches de Tohru Honda

### Tohru Honda
Tohru Honda (透 本田) est une jeune fille de 16 ans aux yeux marron et aux longs cheveux bruns qui respire la joie de vivre bien qu'elle soit orpheline. C'est une fille très douce et gentille qui ne se met jamais en colère, c'est en quelque sorte le stéréotype de la jeune fille naïve. Son père, Katsuya Honda  est mort quand elle avait trois ans et sa mère Kyôko vient de mourir dans un accident de voiture. Kyôko était surnommée le «Papillon Rouge», son surnom est aussi lié à sa couleur, le rouge, en effet la couleur de Kyoko était le rouge et la couleur de Katsuya était le blanc (par rapport à leur personnalité) , les deux parents ont donc attribué une très jolie couleur à leur fille, le rose, c'est le résultat du mélange rouge, blanc. Revenons à Kyoko, elle faisait partie d'un gang de voyous: elle était une Yankee. La famille de son père l'a recueillie mais Tohru tient à payer elle-même ses frais pour ne pas être une gêne. Cependant, la maison de son grand-père est en rénovation. Ne souhaitant pas s'imposer chez ses amies mais n'ayant nulle part où aller, elle se voit dans l'obligation de vivre sous une tente qu'elle plante par hasard sur la propriété des Sôma. Elle trouve le clan Sôma fascinant et développe des liens d'amitié très solides avec plusieurs membres de cette famille: Kyô, Yuki, Momiji et Kisa, ainsi que Kagura, Hatsuharu, et Ritsu… Elle devient une sorte de refuge pour plusieurs d'entre eux, ce qui amène tous les membres qui ont des problèmes à débarquer chez Shigure pour la voir. Finalement, Tohru décide qu'elle va lever par tous les moyens possibles la malédiction qui pèse sur la famille Sôma avant le printemps pour que Kyô ne soit pas enfermé et finit par tomber amoureuse de lui, ce qui est réciproque.

### Arisa Uotani
Arisa Uotani est une fille aux cheveux décolorés, donc blonds, et aux yeux bruns. C'est une des meilleures amies de Tohru, et elle adore se battre contre Kyô. Elle a une vie turbulente car elle faisait partie d'un gang, dont elle a été sauvée par Tohru et Kyôko Honda. Elle vit seule avec son père alcoolique depuis que sa mère est partie avec un autre homme quand elle était en primaire. Elle va rencontrer Kureno, qui est le coq des animaux du zodiaque chinois, et en tomber amoureuse, sans savoir qu'il fait partie du clan des Sôma. Elle est par ailleurs très intelligente, malgré son passé de «Yankee». Elle admire Kyôko Honda et la considérait comme sa deuxième mère. Elle est très grande (1,75 ou 1,80 m). 

### Saki Hanajima
Saki Hanajima (咲 花島) est l'autre meilleure amie de Tohru. Elle a de longs cheveux noirs, souvent attachés en tresse, et des yeux noirs également. C'est  une belle jeune fille, toujours vêtue de noir et dit que c'est « pour se laver de ses péchés », couleur qui reflète sa personnalité : elle se comporte de façon un peu « morbide ». Depuis sa naissance, elle possède un don psychique particulier qui lui permet de ressentir les émotions des gens, autrement dit, elle perçoit des ondes. C'est pourquoi elle subissait souvent les moqueries de ses camarades de classe qui la traitaient de sorcière, jusqu'au jour où elle fut forcée d'avaler un lézard. De colère, elle prononça de terribles paroles, « je veux que tu meures », au meneur et celui-ci s'évanouit ; il ne mourut pas, mais dut rester durant une longue période à l'hôpital. Un jour, ses camarades lui brûlèrent le bras avec une allumette et l'accusèrent de se brûler elle-même, ses parents vont la changer de collège pour qu'elle soit heureuse et les seules à l'accepter furent Tohru Honda et Arisa Uotani. Elle ressent un fort sentiment pour Kazuma, le père adoptif de Kyô qui ont pourtant plus de 20 ans de différence, qui ne peut être qualifié d'amour mais plutôt d'une profonde admiration, sentant l'homme juste et bon à travers ses ondes. Évidemment tout le monde à l'exception de Kyô en rigole et s'imagine Saki et Kazuma ensemble (celui-ci ne s'étant d'ailleurs rendu compte de rien). Kyô la craint pour ça mais surtout parce que ses ondes lui permettent de ressentir les émotions, elle put ainsi percevoir qu'il existe un « lien » entre Kyô et la mère de Tohru ; chose que Kyô cherche à cacher à tout prix, particulièrement à l'intéressée. Bizarrement elle aime beaucoup les shōjo et les romans pour filles (notamment ceux de Shigure). Elle a un petit frère, Megumi, qu'elle aime beaucoup. Lui est incapable de percevoir les ondes, mais il peut maudire juste grâce au nom de la personne. Saki va tout de suite deviner que Akito est une femme et va se rapprocher d'elle (elle l'appellera Aki, volume 23). A la fin, Kazuma l'embauchera pour l'aider au dojo. Kyô et Kunimitsu ne s'en remettront pas. 

### Kyôko Honda
Bien qu'elle soit morte 4 mois avant le début de l'histoire, Kyôko Honda a une place majeure dans celle-ci. En effet, Tohru se sert de tous ses souvenirs passés avec sa mère pour avancer dans la vie et aider tous ses amis. Ce personnage apparaît souvent en flash-back, et l'on découvre au fur et à mesure du manga, qu'elle a rencontré Yuki quand il était enfant, car il était le garçon à la casquette, mais surtout qu'elle s'est liée d'« amitié » avec Kyô qui n'était à cette époque qu'un enfant. Malgré son enfance difficile, grâce à Katsuya (le père de Tohru), Kyôko va devenir une femme forte et aimante, qui malgré le décès précoce de son mari, saura faire de Tohru une jeune fille adorable (bien que Tohru a quand même choisi de devenir ce qu'elle est pour réconforter sa mère après le décès de son père mort quand elle avait 3 ans).
C'est elle qui, sans le savoir sur le moment, a poussé Kyô à protéger et aimer Tohru afin que celle-ci ne soit jamais seule ni malheureuse. Kyô a laissé mourir Kyôko dans un accident de voiture des années plus tard (à peu près dix ans). Alors qu'ils traversaient un passage protégé (Kyôko n'avait pas vu que Kyô était près d'elle, mais lui l'avait reconnue), Kyô a vu qu'une voiture fonçait vers Kyôko et cette dernière ne voyait pas la voiture. Il a voulu la protéger en la prenant dans ses bras pour l'attirer à lui, mais il s'est souvenu que s'il faisait ça, il se transformerait en chat (il y avait beaucoup de monde autour d'eux). Il aurait pu empêcher la mort de Kyôko mais ne l'a pas fait, et s'en sent très coupable vis-à-vis de Tohru. Kyôko était surnommée le Papillon Rouge, grande Yankee admirée de tous.
Kyoko a commencé à être yankee très jeune. Dans le tome 16 (la moitié du tome était destinée à son passé) elle rencontra Katsuya alors qu'elle n'était qu'en 3e au collège et qu'il était stagiaire. Peu de temps après, elle ne put participer aux examens d'entrée au lycée et vécut avec Katsuya dès lors de ses 15-16 ans (on peut alors penser qu'elle a eu Tohru vers 20 ans).

### Katsuya Honda
Il est le père de Tohru et il est mort lorsque celle-ci avait 3  ans environ (il est mort de la grippe). Il a rencontré Kyoko lorsque celle-ci est revenue à l'école après une longue absence. Il était alors professeur stagiaire. C'est lui qui a su comprendre les sentiments de Kyôko. En effet, il était avant très distant avec son père (le grand-père de Tohru) mais ils se sont rapprochés à la suite de son mariage avec Kyôko. Lors des premiers mois, il est tombé amoureux de Kyôko mais il ne pouvait lui avouer ses sentiments puisqu'il était un de ses professeurs. Mais lorsqu'il eut fini son stage, il avait pour objectif de le lui dire. Malheureusement, Kyôko, au même moment, a dit aux filles de son gang qu'elle voulait les quitter. Elles l'ont mal pris, et l'ont rouée de coups. Elle est donc retournée chez ses parents le temps de se soigner et comme cela faisait longtemps qu'il ne l'avait pas vu, il est allé la chercher. Il est arrivé lorsque les parents de Kyoko lui disaient qu'ils ne voulaient plus jamais la revoir. Lorsqu'il s'est montré, les parents de Kyoko lui ont demandé qui il était et il a répondu L'homme qui est amoureux de Kyoko et qui veut l'épouser. C'est ainsi qu'il lui a fait sa demande et lui a avoué son amour pour elle. Finalement, ils se sont mariés, malgré l'opposition de la famille de Katsuya et le désintérêt de celle de Kyôko, et ont donné naissance à Tohru. Il est assez calme, posé, mais aussi un peu pervers (il tombe amoureux de Kyôkô alors que celle-ci n'est encore qu'une collégienne). Il appelle Kyôkô Madame ou Mademoiselle Sans-sourcils, du fait que lors de leur rencontre elle était voyou et s'était rasé les sourcils.

## Les Sôma
Depuis des temps immémoriaux, une lourde malédiction s'est abattue sur cette famille. Douze d'entre eux (appelés les « douze maudits ») en sont victimes. Ils sont en réalité 13, avec le chat, mais le chat n'est pas considéré comme un membre du zodiaque chinois. S'ils enlacent une personne du sexe opposé, ils se transforment temporairement en un animal du zodiaque chinois. Cette transformation peut aussi être provoquée par d'autres biais, comme le froid ou la chaleur intense, un choc violent, une maladie (grippe, rhume, maux de tête, etc.). Elle influe également sur le caractère de la personne, son physique (tous les maudits sont particulièrement beaux) ou encore leur talent (le rat étant ainsi très intelligent, très doué…).
Une cinquantaine de personnes vivent à l'intérieur de la résidence des Sôma : ils connaissent le « secret » des douze ; les autres personnes vivent à l'extérieur et en ignorent tout.
Yuki, le rat
- Informations principales: Yuki (由希?) est un lycéen de 16 ans, est donc en 1re année de lycée. Il est né sous le signe du rat, et est surnommé «Le Prince» par la plupart des filles du lycée. Yuki est asthmatique depuis son enfance, mais cela se calme au fil des années. Il est assez désordonné, et il aide Tohru à ranger et à cuisiner. Il a un grand frère, Ayamé, qui fait lui aussi partie des 12 (le serpent). Cependant, même si Yuki le déteste depuis tout petit, il commencera à le connaître et à l'apprécier au cours de l'histoire.

- Physique: Yuki est, comme tous les Sôma, très beau. C'est un garçon aux yeux violets, et aux cheveux gris tirant sur l'argent. Il a un visage de «jeune fille», ce qui ne manque pas de faire rêver toutes les filles de son lycée (il existe même un Fan-Club Prince Yuki).

- Caractère: Yuki ne parle pas beaucoup. C'est un garçon très réservé et timide, ce qui est dû en partie à la malédiction (il garde toujours ses distances avec les autres) et à son enfance, mais c'est aussi un trait principal de son caractère d'origine. Grâce à Tohru, il apprendra à être plus ouvert avec les autres et à partager ses sentiments au fil du manga. Il est très doué en tout car il est né sous le signe du rat. Il aime le jardinage (il a son propre potager), il fait des arts martiaux, et est assez fort en classe.

- Enfance: Le «Prince» a eu une enfance très dure: sa mère l'a vendu à Akito très jeune contre une grosse somme d'argent, ce qui a créé entre Yuki et Akito une relation très malsaine qui le traumatisera à vie: Akito le considérait comme sa «chose», son «jouet», elle se permettait de l'insulter, de lui faire croire que tout le monde le détestait et qu'il ne servait à rien dans ce monde, et que le monde est noir et ne contient que les ténèbres. Ce dont Yuki va se persuader, et cela le rendra vraiment timide, effacé. Un jour, alors qu'il se promène, il rencontre Tohru, encore toute petite fille, qui s'était perdue. Il l'aida à retrouver son chemin. Pour la première fois, il s'est senti utile. Pour Yuki, le monde se limitait à la pièce sombre où il «jouait» avec Akito, dans laquelle il était confiné. Ce traumatisme s'accentua le jour où Ayamé, son frère, a refusé de l'aider la seule fois où, totalement anéanti, il a tendu sa main vers lui. Il s'est donc senti encore plus rejeté. Cette enfance marqua Yuki, le rendant craintif et replié sur lui-même.

- Relations avec les autres personnages:
- Hatsuharu: Yuki a de grandes affinités avec Hatsuharu, car il a su apaiser sa peine lorsqu'ils étaient petits. En effet, Haru souffrait du fait que la légende le faisait passer pour un naïf, un idiot. Il dit à Yuki toute sa haine envers lui, le rat, mais Yuki arriva à le calmer et à l'aider. Depuis, Haru voue une totale admiration envers Yuki, et dit même qu'il est son « premier amour ». 
  - Hatori: Hatori est le médecin qui suit Yuki depuis son enfance (pour l'asthme). Enfant, en primaire, Yuki s'était fait ses premiers amis et jouait avec eux. Mais un jour en jouant une fillette lui tomba dessus par mégarde (un peu comme Tohru), et il se transforma en rat. Akito chargea Hatori d'effacer la mémoire de tous les enfants présents et donc Yuki perdit ses amis, le seul point positif de sa vie. Akito le fit enfermer encore plus sévèrement, ne tolérant plus que Yuki ait d'amis pour que la situation ne se reproduise pas. Cette séquence traumatisa encore plus Yuki, mais en grandissant, il va évoluer et pardonnera à Hatori, mais pas à Akito. Hatori et Yuki sont proches l'un de l'autre. Il est réservé mais son but est de protéger les Sôma.
  - Ayamé : Yuki et Ayamé n'ont jamais été proches : c'est en effet à peine si Ayamé avait conscience de son existence lorsque Yuki était enfant. Maintenant, Ayamé essaye de se rapprocher de son frère, mais Yuki ne supporte pas son caractère très excentrique et exubérant (qui est l'exact opposé du sien). À la fin du manga, ils se seront tout de même rapprochés.
  - Kyô : Le chat et le rat étant « programmés » pour se détester, Kyô et Yuki n'échappent donc pas à cette règle. Bien que vivant sous le même toit, ils ne se supportent pas, et passent leur temps à s'insulter et à se battre. L'arrivée de Tohru compliqua les choses : ressentant tous deux une affection profonde pour elle, ils étaient jaloux l'un de l'autre. Leurs relations à la fin du manga sont plus calmes, même s'ils ne parviennent évidemment pas à « s'apprécier » vraiment. On sait cependant que Yuki, malgré les apparences, a toujours envié Kyô pour sa capacité à se mêler et à être apprécié des autres.
  - Shigure : Ils vivent sous le même toit, et s'aiment bien entre eux, même si Yuki a des doutes sur les « intentions » de Shiguré envers Tohru. Il est très provocateur et aime appuyer là où ça fait mal. Au fond il les aime quand même…
  - Tohru : Yuki ressent un sentiment profond d'amour envers Tohru tout au long du manga, qu'il lui avoue à la fin du dixième tome. Mais il s'avère que c'est un sentiment d'amour maternel. En effet, la gentillesse, la prévenance de Tohru lui fait penser à une mère, celle qu'il n'a pas eu. Il aime lui faire plaisir, lui parler, elle le console et sait dire les mots qu'il faut, mais il essaye de la traiter en tant que « femme » et non comme « mère » car ce serait malsain.
  - Akito : La relation de Yuki avec Akito est très particulière. Il a peur d'elle, tout en la respectant. Malheureusement, il a tellement été traumatisé par Akito dans son enfance qu'il perd tous ses moyens devant elle, se laissant manipuler. Yuki ne sait pas qu'Akito est une fille.
  - Kakéru : Meilleur ami de Yuki, le caractère de Kakéru est un mélange, selon Yuki, de celui d'Ayamé et celui de Kyô. Yuki se confie souvent à lui, et une véritable relation amicale s'est construite entre ces deux. Information : Kakéru est le demi-frère de Machi.
  - Autres : Les autres membres des 12 signes l'aiment bien, il n'y a pas de querelles particulières. Il apprécie aussi les amies de Tohru, qui sont gentilles avec lui. Sa malédiction s'en va d'elle-même à un rendez-vous avec Machi. Il est très troublé et pleure même. Il lui explique cette crise de tristesse comme « une personne avec qui j'avais tout le temps été est partie ». Il est le dernier des douze maudits à être libéré, car le lien entre le rat et son dieu était le plus fort de tous.

Kyô, le chat
- Informations principales : Kyô (夾?) a le même âge que Yuki (16 ans au 1er volume). Il est né sous le signe du chat, un animal qui n'est pas dans le zodiaque chinois, mais qui aurait pu y être s'il n'avait pas été piégé par le rat. Kyô n'échappe pas à cette règle, il considère Yuki comme son ennemi juré. Vers la fin, la vraie « légende » est révélée. Il est en quelque sorte le treizième signe non officiel. Il fait des austérités dans la montagne pour pouvoir un jour battre Yuki, bien que tous ses efforts soient vains. Mais il y a une raison à cela : il a fait un pari avec Akito. Pour gagner il faut qu'il batte Yuki et il pourra être enfin admis dans le zodiaque chinois, sinon il sera enfermé dans le fameux pavillon destiné aux chats et n'en ressortira plus jusqu'à sa mort.

- Physique : Il a les cheveux orange vif et les yeux marron tirant sur le rouge. Il ne laisse pas indifférente la gent féminine et rivalise avec Yuki sur le titre de plus beau du lycée, en effet bon nombre de filles viendront se déclarer à lui mais qu'il rejettera avec beaucoup de rudesse du fait de son caractère. Il ne supporte pas les larmes féminines, mais doit s'en accommoder car c'est souvent sur son épaule que pleure Tohru. Il a toujours son bracelet.

- Enfance : Lui aussi a eu une enfance difficile, car son père lui a reproché le suicide de sa mère. Il a été élevé par son maître, Kazuma, qui deviendra son père adoptif et qui est également le professeur d'arts martiaux du clan Sôma. Contrairement à Yuki, il s'intègre facilement avec les autres. La plupart de ses camarades de classe l'adorent car ils aiment le voir se mettre en colère pour un rien. Il essaye de calmer les ardeurs de Kagura, une autre membre du clan Sôma frappée par la malédiction, qui manifeste son amour fou pour Kyô… en le frappant.

- Caractère : On apprendra plus tard que la haine qu'il éprouve envers Yuki n'a pas pour seule origine la malédiction, mais un événement qui se produisit alors que tous deux étaient enfants et qui implique Tohru et sa mère elles-mêmes. Kyô est extrêmement jaloux de Yuki. Au fil du temps, Kyô va comprendre qu'il éprouve des sentiments pour Tohru (dans le volume 11), ce qui par la suite s'avèrera réciproque (volumes 20-21). En effet, celui qui est maudit par le signe du chat est destiné à être enfermé à sa majorité, seul, dans un pavillon qui est destiné au « chat » depuis des générations, car le chat est bel et bien un monstre. Il ne frappe jamais les filles, mais ce n'est pas ça qui l'empêche de leur souhaiter un séjour en enfer ou de les insulter ; il a également une frousse bleue de Saki car il pense qu'elle lit en lui, ce qui est vrai, et Kyô a beaucoup de choses à cacher à Saki, de peur qu'elles n'arrivent à Tohru.

Il a moins peur d'Akito, le chef des 12, que Yuki, mais le déteste tout autant. Il porte un bracelet au poignet qui, d'après une légende, est fait d'os et de sang humain (sa mère surveillait son bracelet chaque jour car, si on le lui enlève, le véritable aspect du chat est révélé). Kyô porte un lourd secret par rapport à Tohru : Kyô, pour préserver son secret, a laissé mourir une personne. Cette personne n'est autre que Kyôko, la mère de Tohru. Un jour, lorsqu'il était enfant, il rencontra Kyôko qui se présenta à lui et lui proposa de se revoir plusieurs fois. Plus tard, Tohru se perd et ne rentre pas, sa mère panique et Kyô promet de retrouver Tohru… Pendant ce temps, Yuki entend la conversation entre Kyôko et des policiers, retrouve Tohru, la ramène chez elle et lui donne sa casquette qui appartenait auparavant à Kyô. Kyôko vient prévenir Kyô et lui montre la casquette, il la reconnaît et s'emporte, se sentant trahi par Kyôko qui lui dit que Yuki a sauvé Tohru, et part. Quelques années plus tard, à 16 ans (flash back), il revoit Kyôko sur le bord d'une route et voit une voiture foncer sur elle. Il hésite alors à la protéger de son corps de peur de se transformer et que son secret soit révélé à tout le monde mais la voiture percute Kyôko qui meurt sur le coup. Kyô s'en veut depuis ce jour, se disant toujours que c'est de sa faute si la mère de Tohru est morte.
Malgré cela, Tohru lui pardonnera. Plus tard, dans le dernier volume, nous apprenons qu'ils se sont mariés, qu'ils sont devenus grands-parents et qu'ils ont eu une petite fille.
Sa malédiction disparaîtra quand il fera un câlin à Tohru. Il cassa ensuite son bracelet.
Shigure, le chien
- Informations principales : Shigure (紫呉?) est le chien du zodiaque chinois et le propriétaire de la maison où il vit avec Tohru, Yuki et Kyô. Il est l'un des membres les plus âgés du clan à être frappé par la malédiction. En effet, celui-ci à 26 ans.

- Physique : Shigure est un homme aux cheveux et aux yeux noirs. Il attirait aussi beaucoup de filles au lycée.

- Caractère : C'est un personnage très complexe, difficile à cerner, qui a une part d'ombre. Il est toujours en train de sourire et de blaguer, et il est très pervers (il adore voir des lycéennes et rêve de belles secrétaires). Il est souvent insulté par Yuki, le rat et Kyô, le chat car il fait des avances à Tohru ainsi que des allusions perverses.

Ses meilleurs amis sont Hatori, le dragon (transformation en hippocampe) et Ayamé, le serpent, qui sont eux aussi frappés par la malédiction. Ayamé et Shigure font souvent semblant d'être amoureux l'un de l'autre. Shigure est le premier à avoir avoué à Tohru la malédiction et c'est aussi celui qui lui fait le plus confiance. Shigure aime Akito et dès que la malédiction sera levée, ils formeront un vrai couple. Il a eu une relation sexuelle avec Ren (la mère d'Akito) pour se venger du fait qu'Akito l'ait trompé avec Kureno (le coq). D'après Hatori, Shigure essayerait de brusquer les évènements, mais comme il le dit si bien "rien ne peut être pire pour nous". Il utilise Tohru pour d'étranges projets, et pas nécessairement bons.
Sa malédiction disparaît en même temps que celle des autres lorsqu'il marche dans une ruelle.
Kagura, le sanglier
- Informations principales : Kagura est le sanglier du zodiaque chinois et est amoureuse de Kyô.

- Caractère : Elle a une personnalité similaire au signe zodiaque par lequel elle est maudite, à savoir le sanglier, devenant parfois subitement très violente, surtout envers Kyô, de qui elle est folle amoureuse. La seule fille qu'elle laisse approcher Kyô sans se fâcher est Tohru.

- Physique : Kagura a des cheveux noirs mi-longs, et des yeux gris-bruns.

Kyô et elle jouaient souvent ensemble quand ils étaient petits et elle lui avait fait promettre de l'épouser plus tard en menaçant de l'étrangler… Elle est de deux ans plus âgée que Kyô et les autres (soit 18 ans dans le volume 1), et fréquente un lycée différent. Contrairement à beaucoup de ceux qui subissent la malédiction, elle a une vie de famille très harmonieuse, mais ne s'entend pas bien avec sa sœur adoptive Rin, qui est aussi sous l'effet de la malédiction. Malgré ses allures de petite fille et ses changements de caractère abusifs, on se rendra vite compte qu'elle est très mûre. Plus tard dans la série (volume 20), elle acceptera mal que Tohru et Kyô s'aiment, et mettra un certain temps à oublier Kyô. L'origine de son sentiment vient d'un incident qu'elle a provoqué enfant. Alors qu'elle était la seule à accepter de jouer avec le garçon, elle lui a retiré de force son bracelet pour voir sa véritable apparence et, la découvrant, s'est enfuie horrifiée. Plus tard, elle s'en ait voulu de son attitude et s'est persuadée que la seule manière de se pardonner était de tomber amoureuse de lui. Quand elle comprendra que son amour n'en est pas un, elle demandera pardon à Kyô, mais ce dernier lui dira qu'il lui est quand même reconnaissant d'avoir joué avec lui malgré les préjugés des douze et de leurs familles envers le chat.
Sa malédiction disparaîtra dans la rue au milieu des passants.
Hatsuharu, le bœuf
- Informations principales : Hatsuharu (發春?)- Hatsu : premier, Haru : printemps Hatsuharu - est le bœuf du zodiaque chinois. Il est d'un an plus jeune que Tohru, Kyô et Yuki donc il a 15 ans dans le volume 3, bien qu'il fasse beaucoup plus âgé en raison de sa maturité (lorsqu'il est White Haru).

- Physique : Il a les cheveux blancs avec quelques mèches noires à l'arrière de sa tête, et a des allures de motard, ce qui lui vaut une réputation de «bad boy» au lycée (surtout vis-à-vis du président des élèves Makoto Takeï). Hatsuharu est un personnage qui a des tendances à s'habiller « gothique ». Il est très beau et ne laisse aucune fille indifférente. Dans un des volumes, les filles disent de lui « qu'il est un peu le rival de Yuki tant il resplendit » et « comment peut-on être aussi beau ? Ça relève de l'inhumain ! ».

- Caractère : Selon la légende, le rat aurait berné le bœuf pour que celui-ci le laisse monter sur son dos afin d'aller à la fête organisée par Dieu. Une fois arrivés chez Dieu, le rat serait descendu rapidement pour être le premier à la fête, et tout le monde se serait moqué du bœuf parce qu'il a été stupide. En conséquence, tout le monde se moque aussi de Hatsuharu et depuis ce jour, il s'est créé une double personnalité, black Haru lorsqu'il est très en colère, pire que Kagura comme le fait remarquer Yuki, et white Haru lorsqu'il est calme, voire un peu dans la lune. (Il vient au lycée sans sac.) C'est aussi à cause de cette légende qu'il déteste Yuki jusqu'à ce que ce dernier l'encourage à ignorer les moqueries. Il est très protecteur et se fait très facilement des amis, il adore s'occuper des autres, sans se soucier de lui.

Il est fou amoureux de Rin mais celle-ci a préféré le quitter pour le protéger d'Akito. Ils se remettront finalement ensemble par la suite (volume 18). Il est aussi le rival de Kyô en arts martiaux et suit des cours avec Kazuma Sôma. Étant cependant trop jeune, il roule à vélo et non à moto, et il a un très mauvais sens de l'orientation (Lorsqu'on le rencontre, il raconte avoir cherché le lycée et il dit que le temps a mystérieusement défilé). Il révèle assez vite que Yuki a été son premier amour bien qu'il ne soit pas homosexuel. Il adore Kisa et s'occupe d'elle comme si elle était sa petite sœur.
Sa malédiction disparaîtra auprès d'Isuzu.
Kisa, le tigre
- Informations principales : Kisa (Kisaragi) est le tigre du zodiaque chinois. Kisa a 12 ans et est en primaire dans le volume 5, (au Japon, le primaire dure de 7 ans à 13 ans).

- Physique : Ses cheveux ainsi que ses yeux sont dorés, un effet de sa malédiction.

- Caractère : Kisa est une petite fille renfermée et vraiment timide. Elle a scellé sa voix un jour, car elle en avait assez de se faire insulter par les élèves de sa classe à cause de la couleur de ses cheveux mais aussi à cause d'Akito, qui l'a frappée car Hiro, le mouton est amoureux d'elle et l'a dit à Akito qui l'a mal accepté. Elle a été envoyée 2 semaines à l'hôpital, ce que ses proches ignorent.

Tohru a été l'une des seuls à la comprendre, celle-ci est donc devenue un modèle pour Kisa. Elle l'adore plus que tout, la suit partout dès qu'elle en a l'occasion, l'appelle toujours « onee-chan », ce qui signifie « grande sœur » en japonais, et la considère comme telle. Depuis cette rencontre, elle a repris petit à petit l'usage de sa voix. Très proche de Hiro, elle était très déçue lorsque celui-ci l'a abandonnée lorsqu'elle se faisait maltraiter par les filles de sa classe. Kisa adore Hatsuharu, qui s'occupe d'elle comme un frère, et le considère comme un second père. Contrairement à beaucoup d'autres familles de maudits, la mère de Kisa ne l'a pas rejetée, mais elle l'a surprotégée.
Sa malédiction disparaîtra auprès d'Hiro et Hinata.
Momiji, le lapin
- Informations principales : Momiji (Momijitsuki) est le lapin du zodiaque chinois. Il est mi-japonais et mi-allemand par l'intermédiaire de sa mère. Au début du manga, il est en dernière année au collège, puis il rentrera en première année de lycée dans le même lycée que Tohru, Kyô et Yuki. À noter que Natsuki Takaya (la mangaka) explique dans l'un de ses volumes, qu'elle a inversé les prénoms de Momiji et Kuréno (le coq). Ce qui fait que Momiji aurait dû s'appeler Kuréno, et Kuréno, Momiji.

- Physique : Il est vraiment mignon avec ses cheveux bouclés blonds et ses grands yeux marron. Sa petite taille le fait paraître plus jeune qu'il ne l'est en réalité et il sait jouer de la confusion avec ceux qui ne le connaissent pas. Vers la fin du manga, il finit par connaître une poussée de croissance qui le fait davantage ressembler à un garçon de son âge.

- Caractère : Bien qu'il ait 15 ans puis 16 ans, il se comporte comme un gamin qui en aurait 10 : il saute et court partout, mange énormément de glaces, aime le chocolat et les glaces, s'habille en uniforme de fille (qu'il finira par abandonner, se trouvant trop grand, à la fin du manga), se promène avec un sac en forme de lapin et il adore inconditionnellement Tohru. Il est aussi extrêmement attachant. Il passe beaucoup de temps au bureau de son père et donc avec Tohru qui y est employée à temps partiel. Il habite à l'intérieur de la maison Sôma près d'Hatori, le dragon et Hatsuharu, le bœuf.

- Enfance : Sous son air joyeux et ses manières frivoles, il cache beaucoup de tristesse, car sa mère ne voulant pas l'accepter (il s'est transformé en lapin lorsqu'elle l'a pris dans ses bras à sa naissance), Hatori a effacé la mémoire de celle-ci. Le père du garçon, lui, a conservé la mémoire et de l'affection pour son fils, mais il ne peut les manifester publiquement et lui a demandé de se tenir loin de sa famille. Après ces évènements, Momiji devient très proche d'Hatori. Il est amoureux de Tohru et le dit clairement à Kyô pour que celui-ci comprenne que s'il n'avoue pas rapidement son amour à celle-ci, il la perdra définitivement. S'il fait une telle action en apparence opposée à ses propres intérêts, c'est parce qu'il a connaissance de l'amour que Tohru porte à Kyô et il souhaite qu'elle soit heureuse avant tout.

Il a aussi une petite sœur s'appelant Momo qui a environ 7 ans, mais celle-ci ne le connaît pas en tant que grand frère. On apprend cependant par la suite qu'elle l'espionne et l'admire beaucoup : elle demande à Tohru de demander à Momiji de devenir son grand frère. Cette révélation rend Momiji très heureux et il se comportera en grand frère vraiment attentionné avec Momo. Il joue du violon.
Dans le manga, tout comme dans l'anime de 2021, il est le second à être libéré, mais ne le dit pas aux autres. Akito lui demande de rester (comme elle l'a fait pour Kureno dont elle cache l'état actuel) mais Momiji refuse, déclarant que ce n'est pas parce qu'il n'a nulle part où aller qu'il ne peut aller nulle part.
Hatori, le dragon (transformation en hippocampe)
- Informations principales : Hatori est le dragon du zodiaque chinois, mais lorsqu'une fille se jette à son cou, il se transforme en hippocampe (forme enfant du dragon selon la mythologie japonaise) de 8 cm de long, et il trouve cela très embarrassant, car Shiguré se moque très souvent de lui. Hatori a le même âge que Shiguré. Hatori (Konohatorizuki) est le médecin du clan Sôma et semble tout le temps être au chevet d'Akito, le chef des 12.

- Physique : Il a les cheveux courts noirs, dont une mèche tombe sur l'œil gauche, et il a les yeux clairs.

- Caractère : Malgré son air et ses manières austères, c'est une personne très gentille qui ne veut pas voir Tohru malheureuse et utilisée par Akito et Shiguré, le chien.

Il apprécie Tohru et accourt dès qu'elle est blessée (ce qui arrive assez régulièrement). Ses meilleurs amis (qui sont en fait ses cousins) sont Shiguré et Ayamé,(ils forment d'ailleurs depuis leur enfance un véritable 'trio') le serpent et il semble responsable de ses cousins Momiji, le lapin et Hatsuharu, le bœuf. Quand Akito décide d'effacer la mémoire de quelqu'un, c'est Hatori qui s'en charge. Il a vécu une brève, mais très intense, histoire d'amour avec une jeune femme, Kana. Il a demandé à Akito l'autorisation de l'épouser mais Akito ne l'a pas accepté et dans un élan de colère, a fait perdre un œil à Hatori, d'où sa mèche de cheveux pour cacher cette blessure. Kana s'est sentie responsable de cette injustice et a sombré dans la folie. Pour la sauver, Hatori lui effaça la mémoire. Tohru rappelle beaucoup Kana à Hatori. Par ailleurs Mayuko, la professeur de Tohru, Yuki et Kyô, mais aussi la meilleure amie de Kana est amoureuse de Hatori… Dans le volume 23, lui et Mayuko partent en voyage ensemble dans tout le Japon (ils parlent même de se mettre en maillots de bain), donc nous pouvons penser qu'ils forment un vrai couple…
Ayame, le serpent
- Informations principales : Ayamé (Ayamézuki) est le grand frère de Yuki, de 10 ans son aîné: il a 27 ans, où Yuki est censé en avoir 17 (il entre en deuxième année de lycée). Il est le serpent du zodiaque chinois.

- Physique : Il ressemble beaucoup à Yuki physiquement (excepté le fait qu'Ayamé a de longs cheveux blanc et les yeux d'un vert très particulier aux reflets dorés), mais en termes de caractère ils sont complètement opposés. Il est très sensible à la chaleur et au froid.

- Caractère : Ayamé est une personne extrêmement flamboyante, extravertie et exubérante donc excentrique, qui se prend pour un roi, qui s'habille de façon très voyante et porte souvent des vêtements de femme (du fait de son travail).

- Enfance : Quand leur mère a vendu Yuki à Akito, il ne l'a pas aidé ; aujourd'hui il s'en veut beaucoup et cherche à réduire le fossé entre eux deux. D'ailleurs, quand il était jeune, il ne faisait aucun effort pour comprendre les sentiments des autres.

Il exagère toujours trop et ses nombreuses tentatives pour se rapprocher de Yuki, paraissant aux premiers abords vaines, évoluent quand même de volume en volume. Il est couturier et tient une boutique qui fabrique des vêtements quelque peu particuliers puisque destinés à servir les fantasmes masculins (tenues de domestique, robes de mariée pour homme, tenues d'infirmière…). Cela avec l'aide de son assistante Minne, il entretient également une relation amoureuse avec celle-ci. Il est également le meilleur ami de Shiguré, le chien, mais a beaucoup de respect et d'admiration pour Hatori, le dragon, il n'écoute que lui.
Sa malédiction disparaîtra auprès de Minne.
Isuzu, le cheval
- Informations principales : Isuzu (Isuzukuretsuki), qui signifie « cloche » en japonais, est surnommée Rin ou Rinne. C'est le cheval du zodiaque chinois.

- Physique : Isuzu a de très longs cheveux noirs (puis courts, à cause d'Akito), ainsi que des yeux noirs.

- Caractère : Isuzu a deux ans de plus que Hatsuharu, soit 18 ans dans le volume 9 où elle apparaît « vraiment » pour la première fois, et où Hatsuharu est censé en avoir 16 (première année de lycée) et est très mystérieuse. Au premier abord, elle a un air plutôt boudeur et elle possède un caractère désagréable, mais cela cache en réalité une profonde blessure due à son enfance.

- Enfance : Au début tout allait bien dans sa famille, ses parents faisaient tout pour qu'elle vive dans le bonheur total, jusqu'à ce qu'elle leur demande pourquoi ils étaient toujours heureux ; et c'est depuis ce jour qu'ils ont commencé à la battre pour qu'elle se retrouve à l'hôpital. Là, ses parents lui ont dit qu'ils ne voulaient plus d'elle. Elle a donc élu domicile chez Kagura. Elle a été adoptée par Kagura et ses parents, mais elle ne s'entend pas beaucoup avec elle car elle supporte mal l'atmosphère chaleureuse de la famille de Kagura qui la renvoie à sa propre situation. Aussi durant sa période à l'hôpital et même après, Hatsuharu a été un réel soutien pour elle et elle a fini par en tomber amoureuse (lui était amoureux d'elle depuis leur première rencontre…). Ils s'embrassent même à un moment. Akito l'apprend et très en colère, elle vient battre Isuzu et la pousse du deuxième étage de sa maison. Elle lui dit aussi que Hatsuharu ne l'aimait que par pitié (donc sous-entend qu'il était malheureux) et que personne n'avait besoin d'elle, mais Isuzu ne la croit pas et pense que Hatsuharu la désirait réellement et que cela suffisait à la rendre heureuse.

Dans sa chute elle réalise qu'elle doit libérer Hatsuharu de la malédiction et qu'elle doit le protéger pour le rendre heureux à son tour. À sa sortie de l'hôpital (à la suite de sa chute) elle décide de quitter Hatsuharu en lui disant qu'elle n'a plus besoin de lui, mais en fait elle ne le pense pas et fait cela dans le seul but de le protéger. Hatsuharu la croit et cela crée un quiproquo entre eux. Elle trouve Hatsuharu vraiment gentil et décide de ne plus s'en approcher parce qu'elle pense que des êtres comme elle « parasitent » les gens gentils comme Hatsuharu. En fait elle est très fragile et sensible. Elle harcèle Shiguré pour qu'il lui dise comment peut se lever la malédiction, et il lui dira à la fin (volume 18) qu'elle se lèvera d'elle-même. Au début Rin ne voulait pas voir Tohru car elle lui rappelait Hatsuharu par sa gentillesse, mais elle l'aperçoit un jour chez Shiguré et elle ressent une irrésistible envie de se confier à elle, ce qui lui donne encore moins envie de la voir. Un jour elle s'évanouit dans la rue et elle est ramenée par Tohru chez Shiguré. Une fois réveillée, elle dit à Tohru d'arrêter d'essayer de lever la malédiction, mais finalement finit par pleurer dans ses bras en lui disant qu'elle ne sait plus comment faire, et elle veut bien aller à l'hôpital, car elle avait refusé avant, disant qu'elle n'aimait pas l'hôpital. Par la suite, elle et Tohru vont devenir peu à peu amies et elle finira même par la trouver « adorable ». Par ailleurs Isuzu s'est fait manipuler par Ren, la mère d'Akito (volume 18), car Ren lui a demandé d'aller chercher une boîte chez Akito qui est censée contenir l'âme d'Akira, le père d'Akito, en échange de la solution pour lever la malédiction. En fait tout cela est faux, et Ren ne sait absolument rien ; elle voulait juste récupérer la boîte mais elle ne pouvait pas le faire elle-même, étant sans cesse surveillée. De plus une fois dans la chambre d'Akito, Isuzu se fait surprendre par celle-ci et la boîte n'arrivera jamais. Peu de temps après, Ren avouera détester Isuzu, ajoutant qu'elle est parfaitement inutile et que l'on n'a pas besoin d'elle. Akito va enfermer Isuzu dans la pièce du chat, un peu aussi pour briser cet amour qu'elle éprouve pour Hatsuharu. Kureno va l'en sortir discrètement et l'emmener à l'hôpital. Ne supportant pas d'y rester, elle s'enfuit mais s'évanouit en pleine rue en raison de son état de faiblesse. Hatsuharu, mis au courant par Hatori que Isuzu s'est enfuie de l'hôpital, se lance à sa recherche, puis la retrouve dans la rue et l'emmène avec lui. Il lui fait comprendre à quel point il l'aime, que pour rien au monde il ne cessera de l'aimer et qu'il est enfin suffisamment mature pour la protéger. Ils se remettent donc finalement ensemble.
Sa malédiction disparaîtra auprès d'Hatsuharu.
Hiro, le mouton
- Informations principales : Hiro (Fumihirogetsuki) est le mouton du zodiaque chinois. C'est le meilleur ami de Kisa, il est très protecteur envers elle (il est profondément amoureux d'elle mais n'ose pas le lui avouer), et devient carrément paranoïaque lorsque quelqu'un s'en approche, car il veut que rien ne puisse lui arriver après avoir vu ce dont Akito est capable (il a assisté à ce qui est arrivé à Isuzu).

- Physique : Il a les cheveux châtain clair et les yeux brun foncé virant légèrement sur le rouge.

- Caractère : Au départ très insolent malgré son âge (11 ans dans le volume 7), il va peu à peu tenter difficilement d'évoluer. Il semble en effet détester Tohru à cause de l'immense amour que Kisa lui porte, voyant en elle une forme rivale. Mais sa volonté de changer pour être capable de rendre Kisa heureuse va le pousser à modifier son comportement. On comprend d'ailleurs qu'une telle insolence n'est pas naturelle mais due à ses souffrances passées : la scène entre Akito et Isuzu le tourmente mais aussi parce qu'il a avoué à Akito qu'il aimait Kisa et que celle-ci frappa Kisa sans retenir ses coups et parce qu'il s'est éloigné d'elle (pour la protéger) lorsqu'elle avait besoin de lui et subissait les brimades de ses camarades (ils se moquent de la couleur de ses cheveux et de ses yeux).

Satsuki, la mère de Hiro, est une femme étourdie qui adore son fils. Quand elle a accouché de Hiro et qu'elle s'est rendu compte qu'il était du signe du mouton, elle déclare qu'elle adore les moutons. La malédiction de Hiro ne semble absolument pas la déranger. Il a aussi une sœur prénommée Hinata qui naît au cours de l'histoire ; on perçoit grâce à elle son véritable caractère car il se comporte comme un frère tout particulièrement attentionné.
Sa malédiction disparaîtra quand il est avec Hinata et il peut enfin prendre sa sœur dans ses bras.
Ritsu, le singe
- Informations principales : Ritsu (Odakaritsuki) est le singe du zodiaque chinois. Ritsu se travestit en raison d'un caractère extrêmement timide et d'un traumatisme vécu durant son enfance, se sentant plus rassuré lorsqu'il est travesti.Il a environ 20-22 ans dans le volume 8.

- Physique : Ritsu a des cheveux dorés mi-longs et des yeux bruns.

- Caractère : Ritsu s'habille ainsi beaucoup avec des robes ou des kimonos, certains ayant été empruntés à Kagura avec laquelle il s'entend très bien. Une telle pratique favorise nettement les situations de quiproquo avec ceux qu'il rencontre pour la première fois. Son traumatisme se traduit également comme un besoin de s'excuser follement en toute circonstance, qu'il y ait un problème ou non, qu'il en soit responsable ou non. Ce traumatisme provient d'un profond sentiment d'infériorité et d'inutilité issu du comportement de ses parents qui devaient s'excuser à chaque bêtise dont il était l'auteur (étant assez maladroit). Il a donc fini par les imiter. Lorsqu'il entre dans sa folie d'excuse, le seul moyen de l'arrêter est de lui donner un petit coup sur les côtes.

Quand Tohru le rencontre, elle lui dit qu'il ne doit pas s'excuser de sa venue au monde, qu'il doit forcément exister quelqu'un sur Terre qui aurait besoin de lui. Il a fini ses études et travaille. Une histoire d'amour se créera peut-être entre Mitsuru, l'attachée d'édition de Shiguré, et lui (mais elle n'apparaitra pas dans le manga faute de place).
Sa malédiction disparaîtra (en même temps que plein d'autres signes) quand il casse quelque chose.
Kureno, le coq (transformation en moineau)
- Informations principales : Kureno était le coq du zodiaque chinois et a 26 ans (volume 9).

- Physique : Kureno est une personne aux cheveux châtains et aux yeux bruns.

- Caractère : Il est extrêmement réservé, et semble ne jamais quitter Akito.

Il était maudit par le signe du coq, mais se transformait en moineau. Il fut le premier libéré de la malédiction à l'âge de 14 ans. Son attachement à Akito provient d'un profond sentiment de pitié qu'il ressent pour elle. Il va cependant tomber amoureux d'Arisa Uotani, l'amie de Tohru (voir tome 9) en la rencontrant par hasard dans une supérette. Son caractère altruiste donne l'impression qu'il est faible et ne peut s'empêcher de toujours faire ce qu'on lui demande. Étant libéré de la malédiction il sauvera Isuzu, lorsque celle-ci se retrouva enfermée dans le pavillon du chat par Akito. Il avouera à Tohru que son « lien » est déjà brisé et qu'il ne peut trahir Akito, sacrifiant par là-même l'amour naissant qu'il ressent pour Arisa et également le plus gros secret de la famille Sôma : Akito est une femme. Kureno étant libéré de sa malédiction, il pouvait donc mener une vie normal avec la personne qu'il aime, loin des Soma. Il va tout de même rester au prés d'Akito, car il a toujours dans sa tête cette image de petite fille détruite. Il ne peut pas, n'arrive pas ou plutôt ne veux pas l'abandonner. Lors de la saison 3, à l'épisode 7, Akito lui planta un couteau dans le dos. Heureusement, il finira par se détacher d'Akito et pourra enfin vivre heureux en compagnie de la femme qu'il aime (Arisa Uotani).
Akito, le chef des 12
- Informations principales : Akito est "le" chef de la famille Sôma malgré son jeune âge (un peu plus de 20 ans).

- Physique : Akito a des cheveux et des yeux noirs. Tohru va même jusqu'à comparer sa beauté à celle de Yuki.

- Caractère : Akito a laissé des séquelles à plusieurs Sôma, dont Yuki, Kisa, Isuzu et Hatori. Alors qu'elle fait partie de la malédiction de la famille Sôma, elle n'est pas possédée par un esprit du zodiaque chinois, mais remplit le rôle de l'Empereur de jade, une figure de l'histoire sur les origines du zodiaque, elle se décrit comme le Dieu du zodiaque, celui qui contrôle le Zodiaque et le maître de son âme.

Les relations entre Akito et sa mère, Ren, sont assez tendues. Depuis sa plus tendre enfance, Akito est tourmentée par ce lien qui est tout pour elle (ce qui explique son comportement) mais tout a réellement basculé le jour de la libération de la malédiction de Kureno. Elle a peur de rester seule après la destruction du lien et pique des crises dès qu'un des 13 signes est libéré de la malédiction. Au fil du temps, elle devient de moins en moins agressive, de plus en plus féminine. Elle a des sentiments pour Shiguré, et ils finissent ensemble vers les derniers tomes. Au volume 17, Kureno apprend à Tohru qu'Akito est une fille (au début, seuls Shiguré, Hatori, Ayamé et Kureno le savent, Ritsu était trop petit pour comprendre ce qu'ils disaient). Sa mère l'a obligée à se travestir en garçon, car elle disait qu'une fille ne pouvait pas être le chef. Elle finit par assumer le fait d'être une fille et le dévoile à tous les signes.
Ren
Ren (楝) est la mère d'Akito, et c'était une des gouvernantes avant d'épouser Akira, l'ancien chef de famille et père d'Akito. Elle est jalouse de sa fille car son mari adorait Akito et délaissait sa femme. Elle a donc décidé d'élever sa fille comme un garçon. C'est aussi à cause d'elle qu'Akito montre autant de violence envers tous les autres. Elle a eu une aventure avec Shiguré, le chien.
Kazuma
Kazuma est le maître d'arts martiaux de la famille Sôma et le père adoptif de Kyô, le chat. Il lui a enseigné les arts martiaux, tout comme à Kagura, Hatsuharu et Yuki. Tout comme les autres Sôma, il va comprendre que tout repose sur les frêles épaules de Tohru Honda, et va d'ailleurs dresser Kyô et Tohru une première fois face à leurs sentiments, en retirant le bracelet de Kyô. Tohru va bien évidemment voir l'apparence monstrueuse du chat, mais va finir par réussir à sauver Kyô une première fois. Le grand-père de Kazuma était lui-même né sous le signe du chat et Kazuma l'a ignoré toute son enfance. Donc, pour se faire en quelque sorte « pardonner », il adopta Kyô, mais au fur et à mesure des sentiments sont apparus (envers Kyô), et Kazuma aime maintenant Kyô comme son propre fils. Kazuma n'est pas du zodiaque. Un fort sentiment l'attache à Saki Hanajima, une des meilleures amies de Tohru. Il considère Akito comme "un enfant gâté".

### Akira
Akira est le père d'Akito. Il a souvent les yeux dans le vague. C'est l'ancien chef de famille. Autrefois fou amoureux de Ren, qui avait su comprendre sa peine, (tous les domestiques étaient contre le mariage et pourtant il était prêt à tout abandonner pour elle) il l'a un peu délaissée à la naissance d'Akito. Ren lui a dit qu'elle n'accoucherait pas s'ils ne l'élevaient pas comme un garçon, alors Akira a eu peur et a accepté. Mais il aimait énormément sa fille, plus que tout au monde, c'est lui qui lui a inculqué dès sa naissance qu'elle était spéciale, que tout le monde l'attendait, que c'était le dieu. À sa mort, Akito était à son chevet. Il lui a dit qu'il serait toujours à ses côtés, et on remit à Akito une boîte qui contenait "l'âme d'Akira". Akito a ouvert la boîte et la boîte était vide. Akito n'a compris que des années et des années plus tard qu'il n'y avait vraiment rien, pas l'âme de son père dans la boîte, que tout ceci n'avait été qu'un mensonge pour la consoler de la perte d'Akira. Ren dit toujours que son amour avec Akira était un lien authentique. 
Kana
Kana était la petite amie d'Hatori mais également son assistante. Lorsque Hatori a demandé à Akito l'autorisation de l'épouser, Akito a refusé (voir Hatori) et, dans son élan de colère, a blessé Hatori à l’œil. Kana est passée en dépression, en disant que c'était de sa faute si Hatori avait été blessé, et qu'à partir du moment où elle ne pouvait lever la malédiction, elle ne lui servirait à rien. À la suite de cela, Kana, souffrante à cause de son amour pour Hatori, éclate en larmes, peu importe ce que Hatori lui disait. Elle a ensuite attrapé une maladie de cœur, et c'est dans ces conditions que Hatori a dû lui effacer la mémoire. Elle a guéri, terminé son stage, elle était secrètement amoureuse de Hatori, mais n'avait plus aucun souvenir de leur relation. Elle ne voulait pas lui déclarer ses sentiments car elle croyait ne pas être à la hauteur. Elle l'a toujours trouvé mignon, puis s'est mariée quelque temps plus tard avec un autre homme dont elle est très amoureuse. Elle va quand même de temps en temps chez ses parents pour essayer de saluer Hatori, mais celui-ci ne veut plus la revoir, de peur qu'elle ait des flashbacks. 
Momo
Momo est la petite sœur de Momiji. Elle doit avoir dans les environs de six ans. Leur mère a voulu perdre la mémoire parce que Momiji se transformait en lapin dans ses bras. Momo est très attachée à sa mère, mais elle connaît Momiji comme le fils d'un autre Sôma. Elle vient souvent à la résidence des Sôma par un passage secret qu'elle montre à Tohru. Elle vient écouter Momiji jouer du violon, elle en fait aussi, et l'écoute des heures durant sans oser lui parler. Physiquement, elle ressemble beaucoup à son grand frère: elle a les cheveux blond cendré et ondulés jusqu'aux épaules. Elle est souvent en robe et suit sa maman quasiment partout comme un poussin. Trouvant une ressemblance particulière entre sa mère et Momiji, elle va charger Tohru de demander à Momiji s'il veut bien devenir son grand frère.

## Autres personnages
Kimi Tôdô
Kimi est une belle fille aux longs cheveux noirs et aux yeux bruns. Elle a une taille moyenne. Elle utilise plus son physique chez elle que son sens moral. Elle ne change jamais de coupe (elle adore celle-là). Kimi fait partie du comité des élèves. Dans sa famille, il y a son père, sa mère et elle. Sa mère fait partie de l'élite, donc elle a été élevée dans un milieu très riche. Un jour, alors qu'elle était en primaire, des filles jalouses de son physique la critiquèrent sur sa beauté et la manière dont elle en jouait. Sa seule réaction fut de se réjouir qu'on lui dise qu'elle était belle. Elle perdit un peu de poids, ce qui chez elle eut pour effet d'accroître sa beauté, et ses notes (qui étaient tout sauf bonnes) augmentèrent. Depuis, elle eut plein de petits amis. Elle croit naïvement que tous les garçons qui la connaissent l'aiment vraiment et que les filles qui la côtoient ne sont que des figurantes pour la mettre en valeur. Elle croit d'ailleurs aussi qu'elle peut sortir avec autant de garçons qu'elle le veut, tant que ces derniers l'aiment. Kimi est en fait une fille très honnête avec elle-même !
Elle s'entend bien avec Kakéru Manabe et adore taquiner Naohito Sakuragi. Kimi a l'air toute gentille, mais c'est une vraie petite peste. Elle a un caractère quelque peu déjanté et égocentrique. Son passe-temps favori est de faire enrager les membres du fan-club « prince Yuki » en profitant qu'elle soit assez proche de « Yun-Yun » (surnom donné par Kakéru à Yuki et immédiatement repris par elle), comme ils travaillent tous les deux au comité des élèves, pour se montrer assez familière.
Machi Kuragi
Machi Kuragi (真知 倉伎) est membre du comité que dirige Yuki dans lequel elle tient le rôle de comptable. C'est la demi-sœur de Kakéru (le fils de la maîtresse de son père). Il y a eu un conflit dans sa famille : son père étant très riche, on ne savait pas si c'était elle ou Kakéru qui allait hériter. Elle a 1 an de moins que Kakéru et est une fille ; mais celui-ci est un enfant illégitime. Pour avoir cet héritage, leurs mères respectives les élevaient dans des conditions presque spartiates. Une telle éducation l'a rendue imprévisible et parfois elle explose en crises dévastatrices. En effet, ressentant un manque d'amour de la part de sa mère, elle a tout fait pour répondre aux attentes de celle-ci qui souhaitait qu'elle soit « parfaite ». Mais malgré tous ses efforts, elle ne parvint pas à combler ce manque. Et ces attentes trop lourdes ont développé chez elle une crainte très profonde de tout ce qui est « parfait ». Elle n'aime pas les choses trop parfaites : les dossiers bien rangés, la neige lisse sur le sol, les craies bien empilées dans une boîte… Elle est victime à un moment de l'histoire d'une rumeur disant qu'elle a voulu assassiner son petit frère ; frère dont la naissance a permis de résoudre le problème de succession, c'est lui qui hérite de tout. Pour cela, elle aurait été « jalouse » et donc aurait voulu se venger. Bien entendu, tout cela est parfaitement faux. Kakéru a réussi à se défaire de l'emprise de sa mère mais pas Machi. Elle a donc fui et vit seule dans un appartement dont la propreté rappelle celle de la cuisine chez Shiguré avant l'intervention de Tohru, que celle-ci qualifia « d'océan d'immondices » ou de « forêt de déchets » selon la version (manga, anime). Elle va être l'une des seules à voir les changements qui s'opèrent au sein de Yuki (en plus des membres de la famille Sôma, de Tohru et de son demi-frère). Machi éprouve une sorte d'attirance pour Yuki. Le Prince va la remarquer, elle, si effacée, et être attiré lui aussi. Ils tombent finalement amoureux l'un de l'autre.
Kakéru Manabe
Kakéru Manabe est le meilleur ami de Yuki. Même si au début, celui-ci le déteste, c'est parce qu'il ne peut supporter son comportement qui lui rappelle celui de son frère Ayamé ainsi que celui de Kyô. Mais progressivement il va apprendre à mieux le connaître et va développer un fort sentiment d'amitié. Il est le seul qui parvient à mettre Yuki réellement en colère et à l'obliger à se lâcher. Il adore embêter Yuki en le traitant de « jeune fille de bonne famille » ou encore de « princesse », et en lui inventant le surnom de « Yun-Yun ». Sa petite amie se nomme Komaki, et ce n'est autre que la fille de l'homme qui conduisait la voiture qui renversa et tua la mère de Tohru, lui aussi mort dans cet accident.
Il admire et s'entend bien avec Ayamé grâce à leurs caractères et l'appelle même "commandant"
Naohito Sakuragi
Naohito Sakuragi (直人 桜木) fait partie du comité des élèves. Il est sans cesse en colère et se dispute souvent avec Kakéru. Les causes : le comportement de Kakéru qu'il ne comprend pas et les colères dévastatrices de Machi. Il reproche aux autres leur manque de sérieux. Il est le seul à vraiment se préoccuper de l'association (plus que Yuki, même si ce dernier reste sérieux). Nao se considère comme le rival de Yuki. Il l'admire et est simplement jaloux de lui, car la fille qu'il aime, Minagawa Motoko, est amoureuse de lui. Mais cela, il ne l'avouera pas.
Megumi Hanajima
Megumi Hanajima est le frère de Saki. Il a les mêmes cheveux et le même caractère que sa sœur mais il ne peut envoyer ni recevoir d'ondes. Il dit avoir la faculté de maudire quelqu'un juste en connaissant son nom, mais l'on ne sait pas si c'est vrai. Il aura l'occasion d'effrayer les membres du club « prince Yuki » en citant leur nom une par une. Il vit dans une maison avec sa sœur et les seules filles qu'il apprécie en dehors d'elle sont Arisa et Tohru. Il aime d'ailleurs très profondément sa sœur. Il ressemble beaucoup à Saki, mais il semble l'ignorer en déclarant qu'ils sont complètement différents. Il ne supporte pas de voir sa sœur triste et c'est en partie grâce à lui que quand elle était petite (quand elle ne maîtrisait pas encore son pouvoir), elle a repris confiance en elle.
Minne Kuramae
Assistante d'Ayamé dans son magasin, elle aime profondément celui-ci, mais seul Yuki est au courant. Elle connaît le secret des Sôma. Lorsqu'elle voit ou croit voir une belle jeune fille, elle devient hystérique et lui fait essayer des vêtements pour la déguiser, mais elle est intelligente et essaye de rapprocher Yuki de son frère lors de la visite de Yuki à la boutique d'Ayamé.
Mayuko Shiraki
Professeur principal de nos trois héros, elle aime ses élèves. Elle est « secrètement » (Shiguré l'a immédiatement deviné) amoureuse de Hatori, mais s'était toujours réjouie de son bonheur avec Kana, car elles sont meilleures amies et elle souhaite son bonheur même au prix du sien. Elle est de plus sortie avec Shiguré durant un mois mais le caractère insaisissable de celui-ci a coupé court à toute relation durable. Les relations qu'elle entretient avec son ex petit-ami sont exécrables, surtout lorsqu'elle comprend qu'il complote pour la mettre en couple avec Hatori. Ce n'est que dans le tome final qu'elle sortira avec Hatori après que celui-ci le lui aura demandé.
Motoko Minagawa
Présidente du fan club "Prince Yuki". Yuki, à peine rentré en première année (tome 1) est déjà la cible de toutes les filles du lycée, si bien qu'il y a eu un fan club nommé 'Prince Yuki'. Motoko a un an de plus que Yuki, et devra donc partir avant lui du lycée. Elle dirige les autres membres du club. Pour Yuki, elle serait même prête à trahir ses meilleures amies. Elle a des photos de Yuki partout dans sa chambre dans son casier, etc. Le fan club ne fait plus parler de lui après le départ de Motoko pour l'université, ce qui était un indice de son rôle moteur.
Minami Kinoshita
Vice-présidente du fan club "Prince Yuki". Sa plus grande peur (celle aussi de Motoko, avec la peur que Tohru s'approche de lui) est celle qu'exerce Saki Hanajima, l'amie de Tohru, avec le pouvoir de ses ondes.
Mitsuru
Attachée d'édition de Shiguré, elle lui rend régulièrement visite pour le forcer à rendre ses manuscrits. Il a en effet la fâcheuse tendance de ne pas respecter les délais alloués. Toujours stressée, la jeune femme menace régulièrement de mettre fin à ses jours devant la maison de l'écrivain, qui semble prendre un malin plaisir à la pousser à bout. Dans l'anime, elle avoue qu'elle n'est pas faite pour ce métier. C'est au cours d'une de ses visites-rappel qu'elle fait la connaissance de Ritsu avec lequel elle se découvre une affinité de caractère.
Kunimitsu
Il aide maître Kazuma au dojo. Il essaye de se lever avant lui. Il essaye de rapprocher Rin et Kagura, il apprécie Tohru et Kyô. Il va être désespéré lorsque Kazuma embauche en plus Saki, voyant Kyô en état de choc.